# 肖德万
肖德万（1942年—2020年10月12日），男，湖南宁乡人，中华人民共和国军事人物，中国人民解放军少将，曾任海军舟山基地司令员。